# Schwarzenbach (Höchstadt an der Aisch)
Schwarzenbach ist ein Gemeindeteil der Stadt Höchstadt an der Aisch im Landkreis Erlangen-Höchstadt (Mittelfranken, Bayern). Die Gemarkung Schwarzenbach hat eine Fläche von 6,448 km². Sie ist in 789 Flurstücke aufgeteilt, die eine durchschnittliche Flurstücksfläche von 8171,82 m² haben. In ihr liegen neben dem namensgebenden Ort die Gemeindeteile Großneuses, Kleinneuses und Lappach.

## Geografie
Durch das Dorf fließt der Schwarzenbach, ein rechter Zufluss der Aisch, der östlich die Schwarzenbachweiher speist. Im Westen liegen die Kapellenwegweiher, im Nordosten die Lerchenbergweiher. Ansonsten ist der Ort von Wald, Acker- und Grünland umgeben.
Die Kreisstraße ERH 18 verläuft über Sterpersdorf zur Bundesstraße 470 (2,5 km nordwestlich) bzw. nach Ailersbach (1,7 km südöstlich). Eine Gemeindeverbindungsstraße führt nach Lappach (1,1 km nordöstlich).

## Geschichte
1303 wurde der Ort im Würzburger Lehenbuch erstmals urkundlich erwähnt. Dort ist verzeichnet, dass einem Ulrich Gotsmann von Regensburg der Würzburger Altzehnt verliehen wurde, den man zuvor Albert Wienher überschrieben hatte. Im 15./16. Jahrhundert gewannen dort Nürnberger Patrizier Grundbesitz. Die Tucherische Stiftung, bestehend aus einem Hof, drei Gütlein und zwei weiteren Höfen, wurde vom nürnbergischen Landalmosenamt Lonnerstadt verwaltet. Je einen Hof und eine Sölde besaßen die Haller von Hallerstein und das Kloster Frauenaurach. Die Grundherren hatten auf ihren Gütern jeweils die Vogtei, was dafür spricht, dass Schwarzenbach wohl aus einem zusammenhängenden Hofverband hervorgegangen ist.
Gegen Ende des 18. Jahrhunderts gab es in Schwarzenbach 12 Anwesen und ein Gemeindehirtenhaus. Das Hochgericht übte das bambergische Centamt Höchstadt aus. Die Dorf- und Gemeindeherrschaft hatte die Nürnbergische Landesalmosenamt-Vogtei Lonnerstadt. Grundherren waren die Landesalmosenamt-Vogtei Lonnerstadt (1 Hof, 2 Halbhöfe, 3 Gütlein, 1 Haus), der Nürnberger Eigenherr Haller (1 Hof, 1 Sölde) und das brandenburg-bayreuthische Klosteramt Frauenaurach (1 Hof, 1 Sölde).
1802 kam Schwarzenbach an das Kurfürstentum Bayern. Im Rahmen des Gemeindeedikts wurde der Ort dem 1808 gebildeten Steuerdistrikt Sterpersdorf zugeordnet. Mit dem Zweiten Gemeindeedikt (1818) entstand die Ruralgemeinde Schwarzenbach, zu der Großneuses, Kleinneuses und Lappach gehörten. Sie war in Verwaltung und Gerichtsbarkeit dem Landgericht Höchstadt zugeordnet und in der Finanzverwaltung dem Rentamt Höchstadt. In der freiwilligen Gerichtsbarkeit unterstanden zwei Anwesen bis 1812 den Freiherren Haller. Ab 1862 gehörte Schwarzenbach zum Bezirksamt Höchstadt an der Aisch (1939 in Landkreis Höchstadt an der Aisch umbenannt) und weiterhin zum Rentamt Höchstadt (1919 in Finanzamt Höchstadt umbenannt, 1929–1972: Finanzamt Forchheim, seit 1972: Finanzamt Erlangen). Die Gerichtsbarkeit blieb beim Landgericht Höchstadt (1879 in das Amtsgericht Höchstadt an der Aisch umgewandelt), von 1959 bis 1973 war das Amtsgericht Forchheim zuständig, seitdem ist es das Amtsgericht Erlangen. Die Gemeinde hatte eine Gebietsfläche von 6,460 km².
Am 1. Mai 1978 wurde die Gemeinde Schwarzenbach im Zuge der Gebietsreform in die Stadt Höchstadt an der Aisch eingegliedert.

### Baudenkmäler
- Haus Nr. 3: Wohnstallhaus mit Scheune
- Brunnen mit Brunnenhaus

### Einwohnerentwicklung
Gemeinde Schwarzenbach
| Jahr      | 1819   | 1840   | 1852   | 1855   | 1861   | 1867   | 1871   | 1875   | 1880   | 1885   | 1890   | 1895   | 1900   | 1905   | 1910   | 1919   | 1925   | 1933   | 1939   | 1946   | 1950   | 1952   | 1961  | 1970   |
| Einwohner | 244    | 238    | 226    | 242    | 227    | 219    | 229    | 238    | 229    | 198    | 177    | 201    | 206    | 217    | 219    | 195    | 207    | 220    | 197    | 311    | 287    | 242    | 239   | 257    |
| Häuser    |        |        |        |        |        |        | 37     |        |        | 41     | 43     |        | 39     |        |        |        | 35     |        |        |        | 34     |        | 38    |        |
| Quelle    | [ 12 ] | [ 13 ] | [ 13 ] | [ 13 ] | [ 14 ] | [ 15 ] | [ 16 ] | [ 17 ] | [ 18 ] | [ 19 ] | [ 20 ] | [ 13 ] | [ 21 ] | [ 13 ] | [ 22 ] | [ 13 ] | [ 23 ] | [ 13 ] | [ 13 ] | [ 13 ] | [ 24 ] | [ 13 ] | [ 9 ] | [ 25 ] |

Ort Schwarzenbach
| Jahr      | 001819 | 001861 | 001871 | 001885 | 001900 | 001925 | 001950 | 001961 | 001970 | 001987 |
| Einwohner | 82     | 80     | 78     | 56     | 80     | 74     | 94     | 103    | 109    | 92     |
| Häuser    |        |        |        | 13     | 13     | 13     | 13     | 15     |        | 25     |
| Quelle    | [ 12 ] | [ 14 ] | [ 16 ] | [ 19 ] | [ 21 ] | [ 23 ] | [ 24 ] | [ 9 ]  | [ 25 ] | [ 1 ]  |

## Religion
Seit der Reformationszeit war der Ort gemischt konfessionell und zwischen den Ansprüchen der katholischen Pfarrei Höchstadt und der neu gebildeten protestantischen Pfarrei Lonnerstadt umstritten, was schließlich 1701 durch einen Vertrag geklärt wurde. Seit der ersten Hälfte des 20. Jahrhunderts sind die Katholiken nach St. Vitus (Sterpersdorf) gepfarrt.